# Fastrac

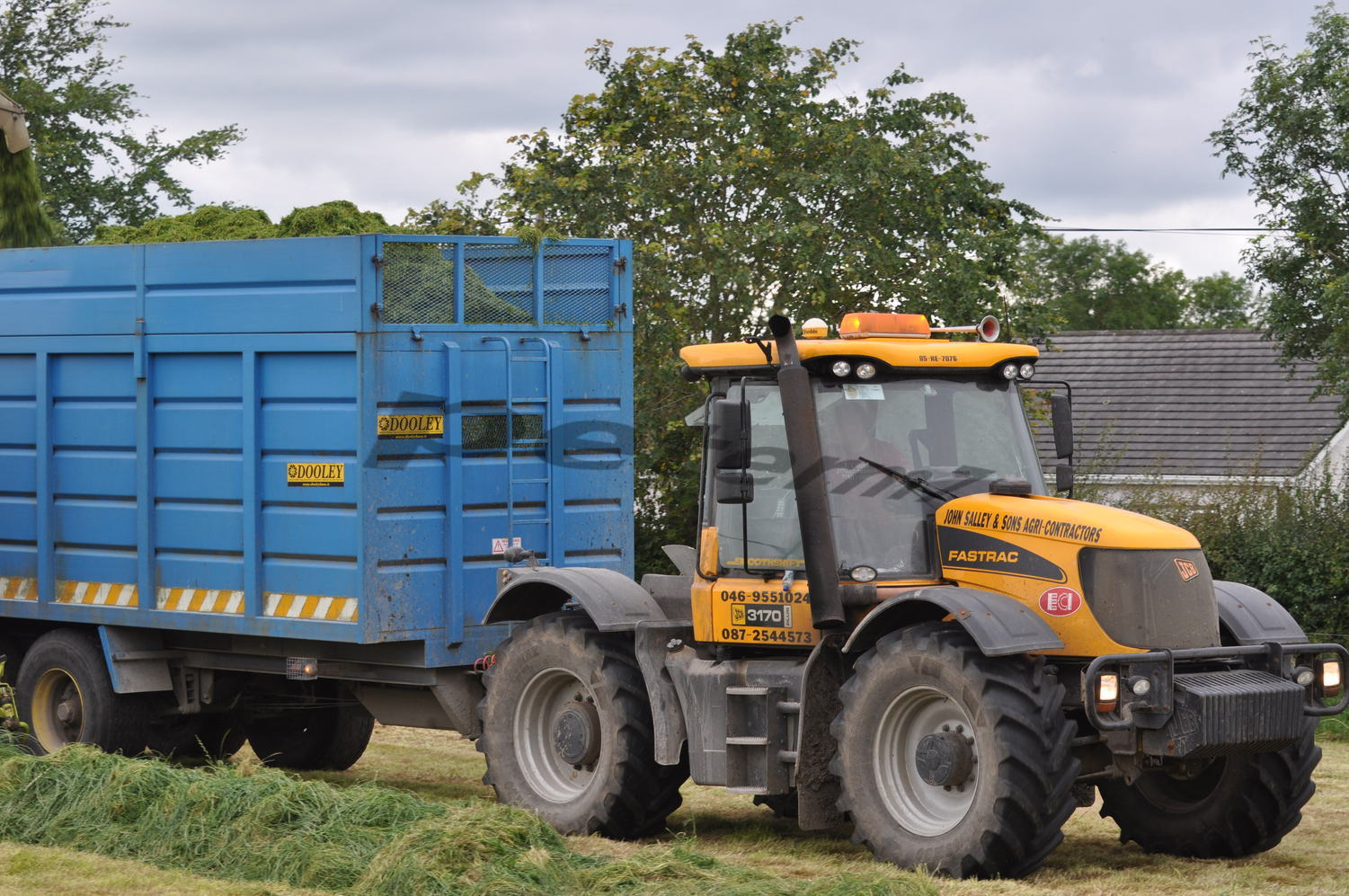
JCB Fastrac 3170 (2004–2006)

Der Fastrac ist ein Traktor des britischen Herstellers JCB, der konstruktiv für hohe Geschwindigkeiten bei Transportfahrten ausgelegt ist. Hintergrund der Entwicklung des Tracschleppers waren Untersuchungen der europäischen Landwirtschaft, wonach der Anteil der Straßentransportfahrten bis zu 70 Prozent aller Traktoreinsätze ausmachen.

## Entwicklungsgeschichte
Ab 1986 experimentierte JCB mit dem „High Mobility Vehicle“, dem ersten Hochgeschwindigkeitstraktor. 1987 wurde der erste Prototyp gefertigt. Dafür gründete das Unternehmen im Jahr 1989 die JCB-Landpower Ltd., da der Traktor in einer eigenen Fabrik in Cheadle in Großbritannien gebaut werden sollte.
Im Jahr 1990 wurde der erste Fastrac auf der Smithfield-Show in London vorgestellt. Er erreicht eine Geschwindigkeit von bis zu 64 km/h auf der Straße. Die Räder sind alle gleich groß, die Kabine liegt in der Mitte des Fahrzeugs. Der auf einem LKW-ähnlichen Fahrgestell aufgebaute Traktor verfügt über eine Vollfederung beider Achsen (hinten mit Niveauregulierung) und zwecks guter Kühlung außen liegenden Scheibenbremsen. Er kann neben Transportaufgaben genauso gut bei der Feldarbeit eingesetzt werden. Der Schlepper hat je eine Dreipunkthydraulik und Zapfwelle vorne und hinten (mit diesen können Gewichte von bis zu fünfeinhalb Tonnen im Heck- und drei Tonnen im Frontanbau gehoben werden), Allradantrieb als Standard und einen 6-Zylinder-Dieselmotor mit Turbolader von Perkins mit 125 oder 145 PS. Das Getriebe hat drei Gruppen mit jeweils sechs Vorwärtsgängen und eine Gruppe mit sechs Rückwärtsgängen.
Der erste Fastrac kam im Jahr 1991 auf den Markt, ab 1992 war er auch außerhalb Großbritanniens erhältlich. Er füllte die durch Einstellung der Produktion des MB-tracs von Mercedes-Benz hinterlassene Marktlücke. 1995 gab es vier Modelle mit 115, 148, 168 und 188 PS.
Im Jahr 1996 brachte JCB den Quadtronic bei den Fastracs 1115 mit 123 PS und 1135 mit 148 PS heraus, der je nach Bedarf automatisch zwischen Zwei- und Allradlenkung wechselt.
1998 wurde die 1100er-Baureihe aufgerüstet und in 2000 umbenannt, zusätzlich kam der Fastrac 2150 mit 198 PS auf den Markt. Die Baureihe 3000 löste die Baureihe 100 ab. Sie hat ein dreistufiges Lastschaltgetriebe (Powershift), wodurch sich die Zahl der Gänge auf 54 Vorwärts- und 18 Rückwärtsgänge erhöht. Die drei Lastschaltstufen können in jedem Gang ohne Kupplungsbetätigung gewechselt werden.
Im Jahr 2000 verwendete JCB in den Fastracs der Baureihen 2000 und 3000 erstmals das sogenannte „Smoothshift“-Getriebe mit Auto-Shuttle-Wendegetriebe und Knopfdruckschaltung. Besonders die Konstruktion der Kupplung wurde geändert, was zu einem weicheren (→ smooth) Schaltvorgang führt und den Verschleiß vermindert. Hierbei gibt es den Fastrac 3155 mit 155 PS und den 3185 mit 185 PS.
Ab 2001 waren ABS-Bremsanlagen für alle Baureihen erhältlich.

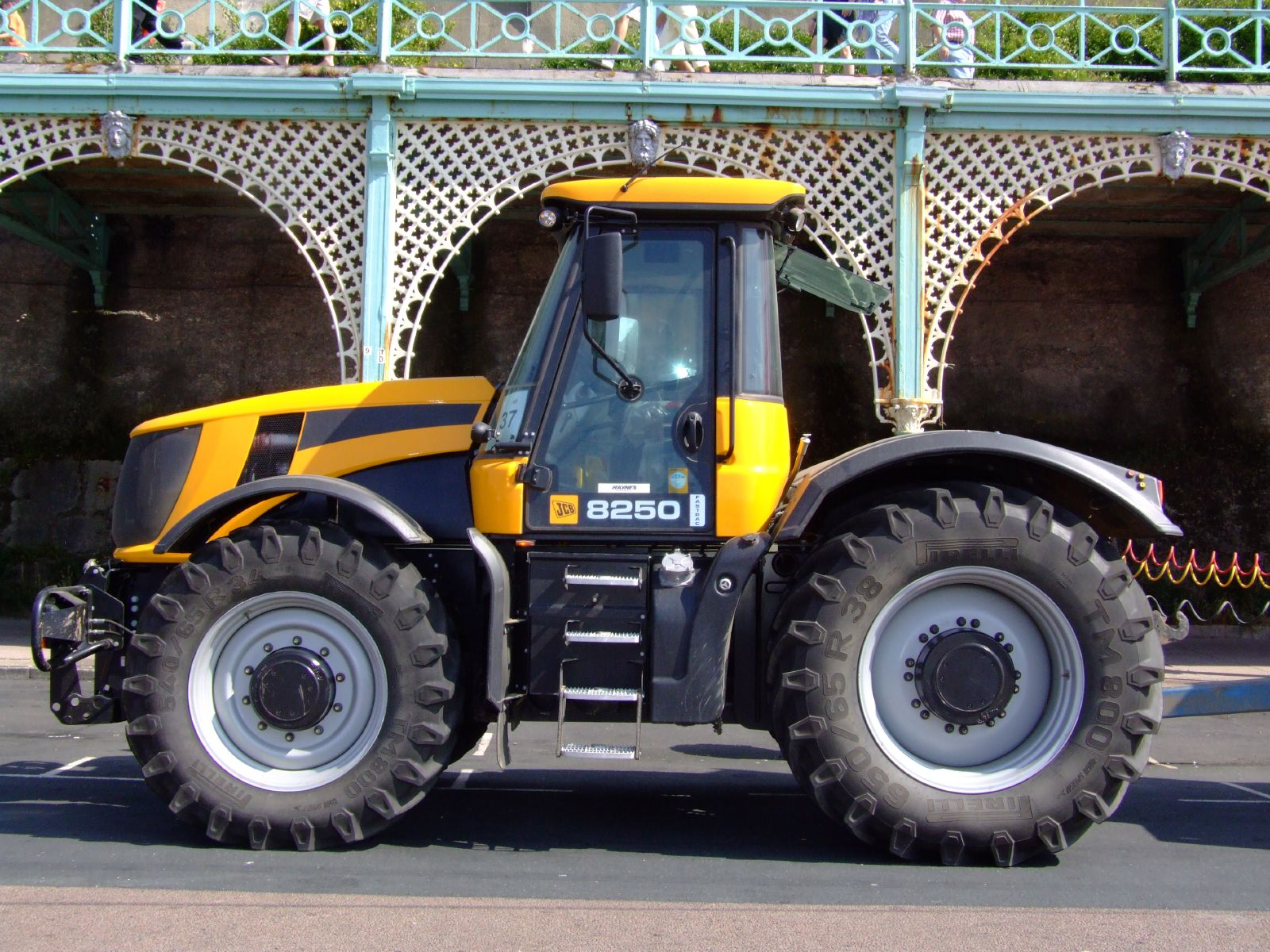
Fastrac 8250

2005 wurde auf der Agritechnica der Fastrac 8250 mit 250 PS (8,3-Liter-Cummins-Motor) und dem stufenlosen, leistungsverzweigten Getriebe von Fendt vorgestellt. Bei diesem Fastrac-Typ sind die Räder an der Hinterachse größer als die der Vorderachse.
2006 erfolgte die Einführung der neuen 3000er Baureihe mit 2-Modellen (3200 und 3230) mit 6,7-Liter-Cummins-Motoren.
2007 stellte JCB die Baureihe 7000 auf der Agritechnica in Hannover vor. Diese Baureihe hat ein Powershift-Getriebe mit 24 Vorwärts- und 12 Rückwärtsgängen und deckt den Leistungsbereich von 170 PS bis 270 PS ab. Des Weiteren wurde das Design des 8250 an die 7000er Serie angepasst. Im gleichen Jahr wurde die neue Baureihe 2000 eingeführt mit dem 2155 und 2170.
Im September 2010 wurde die überarbeitete 3000er Baureihe vorgestellt. Es kommt nun das P-Tronic-Getriebe (Teil-Lastschaltgetriebe) mit 24/9 Gängen und 3 Getriebemodi (Powershift, Autoshift und Drive) zum Einsatz. Der Drive-Modus erlaubt es, mit dem Fastrac wie mit einem PKW mit Automatikgetriebe zu fahren, d. h. ohne Betätigung der Kupplung anzufahren oder anzuhalten. In den beiden größten Gängen kann bei Bedarf der sogenannte „Powerboost“ aktiviert werden, der 30–40 PS zusätzliche Motorleistung freischaltet.
Im September 2011 wurde die überarbeitete 8000er Baureihe vorgestellt. Sie hat nun einen 8,6-l-AGCO-Sisu-Motor mit SCR-Abgasbehandlung. Die Baureihe besteht nun aus 2 Modellen, dem 8280 mit 280 PS und dem 8310 mit 310 PS. Der 8250 wurde gestrichen.
Auf der Agritechnica im November 2011 wurde die nochmals überarbeitete 3000er Baureihe vorgestellt. Sie hat aufgrund neuer Abgasvorschriften einen 7,4-l-Sisu-Motor mit SCR-Technik bekommen.
2013 wurde auf der Agritechnica die Baureihe 4000 vorgestellt, die ab 2014 die 2000er Baureihe ersetzen sollte. Die Einführung am Markt verschob sich fließend und erfolgt nun Anfang 2015. Seit 2019 bietet JCB Deutschland die 4000er Serie auch als autobahntaugliche Ausführung an.

## Baureihen

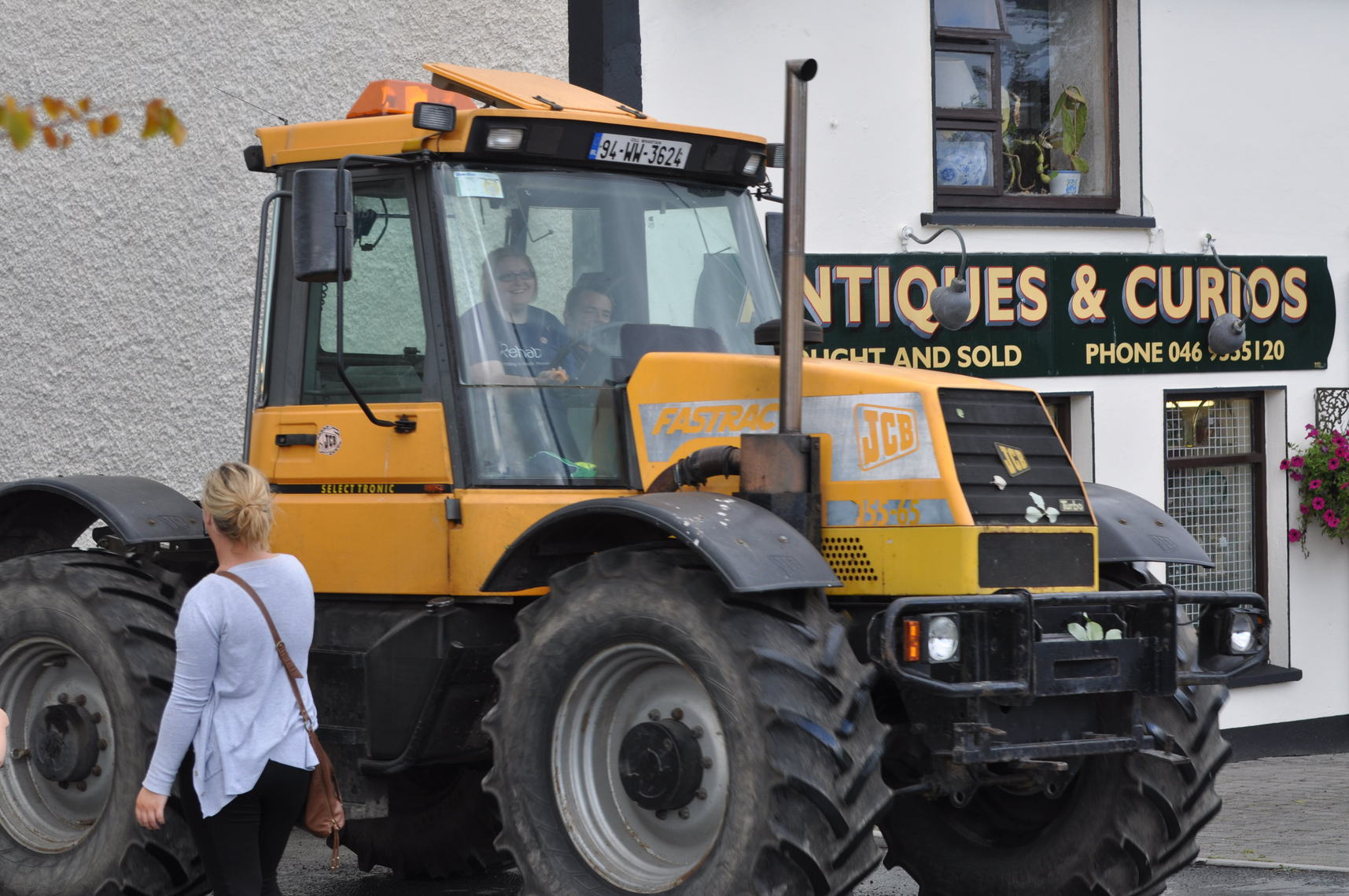
JCB Fastrac 155 der ersten Fastrac Baureihe

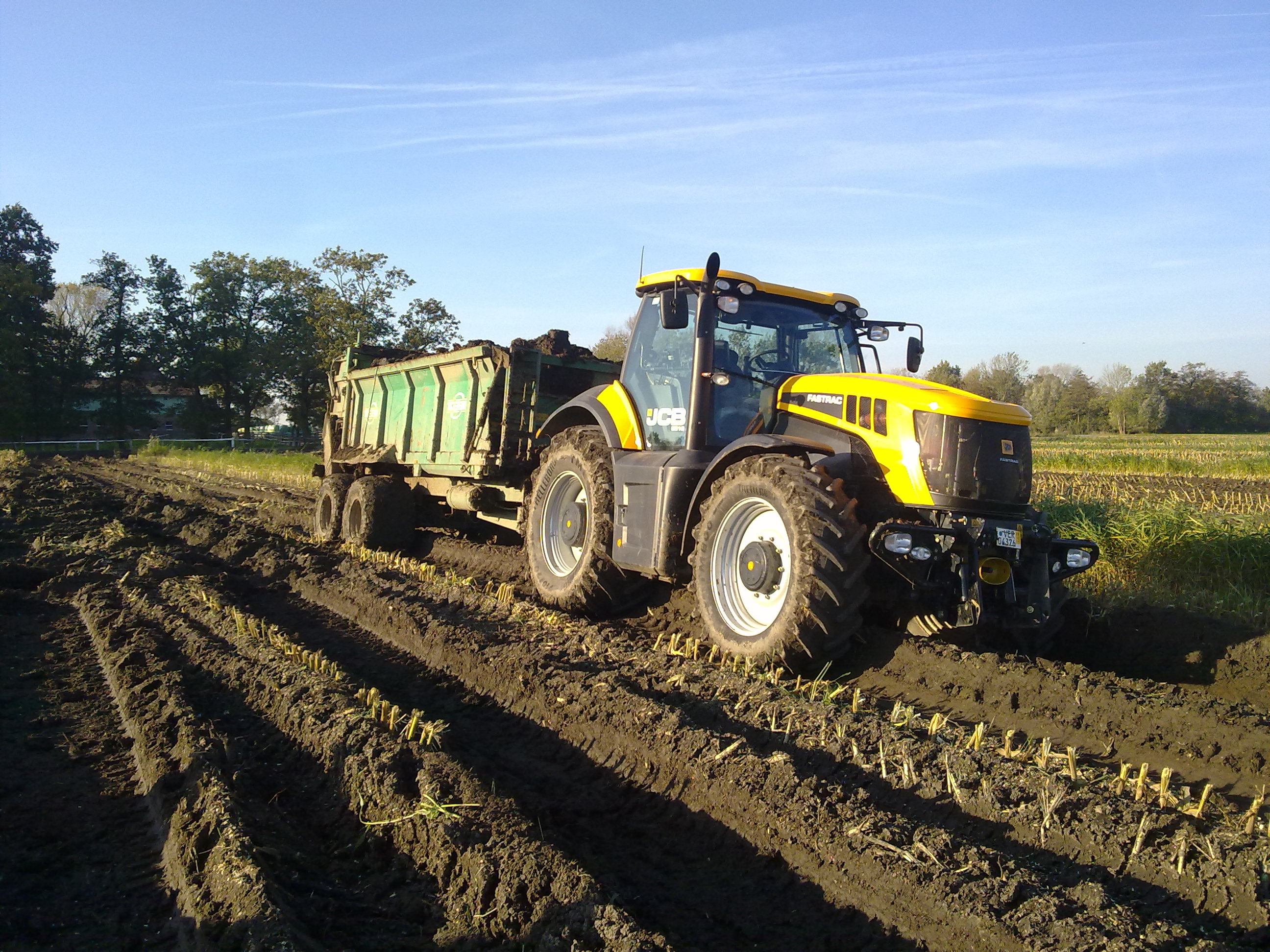
Fastrac 8310

| Baureihe  | Modelle                      | Bauzeitraum     | Leistungsbereich (PS) |
| --------- | ---------------------------- | --------------- | --------------------- |
| 100       | 135, 145, 155, 165, 185      | 1991–1997       | 115–188               |
| 1000      | 1115, 1115S, 1135            | 1995–1998       | 115–147               |
| 2000      | 2115, 2125, 2135, 2150       | 1998–2004       | 128–158               |
| 3000      | 3155, 3185                   | 1998–2002       | 168–188               |
| 2000      | 2155, 2170                   | 2007–Sept. 2014 | 160–170               |
| 3000      | 3170, 3190, 3200, 3220, 3230 | 2002–2010       | 173–224               |
| 3000 Xtra | 3200, 3230                   | 2010–           | 217–264               |
| 7000      | 7170, 7200, 7230, 7270       | 2008–2011       | 173–260               |
| 8000      | 8250                         | 2005–2011       | 248                   |
| 8000      | 8280, 8310                   | 2011–           | 256–280               |
| 4000      | 4160, 4190, 4220             | 2015–           | 160–230               |
| 8000      | 8290, 8330                   | 2016–           | 280–335               |